# Metal Slug X
Metal Slug X (sous-titré Super Vehicle-001) est un jeu vidéo de type run and gun développé et édité par SNK en 1999 sur Neo-Geo MVS, Neo-Geo AES (NGM 250). C'est le troisième épisode de la série Metal Slug.

## Description
Metal Slug X est un jeu vidéo d'arcade de type shoot and jump (sous-genre du shoot them up) parue à l'origine sur MVS et Neo-Geo. Les graphismes détaillés, les animations soignées, l'action frénétique et l'humour parodique sont à l'origine de la notoriété de la série des Metal Slug. Le nom Metal Slug est lié à un char d'assaut utilisable dans le jeu, nommé Super Vehicle-001 et surnommé Metal Slug (littéralement "limace de métal").

## Système de jeu
Remake de Metal Slug 2, cet opus ne s'est pas contenté de régler le problème de ralentissements, il a aussi apporté quelques nouveautés :
- de nouvelles armes font leur apparition : Iron Lizard, Drop Shot et ainsi que les versions plus puissantes des armes déjà existantes ;
- deux nouveaux véhicules : le Slug Noid et le Metal Slug Type-R (version plus résistante, plus puissante et plus rapide) ;
- une refonte de tous les décors ;
- une nouvelle mise en scène dans la mission finale.

## Réédition
- PlayStation (2001)
- PlayStation Portable, Wii, PlayStation 2 (2006, dans Metal Slug Anthology)